# Waardevrije wetenschap
Waardevrije wetenschap is de idee dat wetenschap slechts gebaseerd moet zijn op het vaststellen van feiten, zonder dat daarbij morele overwegingen in aanmerking genomen worden.

## Max Weber
De grondlegger van dit idee in de moderniteit was Max Weber. Volgens hem maakt elke wetenschapper bij de keuze van wát hij onderzoekt, gebruik van waardeoordelen. De resultaten van wetenschappelijk onderzoek zouden echter vrij van deze morele overwegingen moeten zijn, omdat de wereld van de wetenschappelijke feiten, die de wetenschapper onderzoekt, en die van de ethische oordelen twee gescheiden universa zijn. Uit dat wat is kan men niet afleiden wat men behoort te doen.
Weber verzet zich tegen het toenmalige modieuze standpunt dat het mogelijk zou zijn om ethische waardeoordelen te herleiden tot een wetenschappelijke vaststelling van feiten en de relaties daartussen. Hij pleit dus voor een wetenschappelijke houding waarbij de onderzoeker tracht een zo scherp mogelijk onderscheid te maken tussen hetgeen hij wenselijk of onwenselijk vindt enerzijds, en hetgeen hij feitelijk kan constateren anderzijds. Vooruitlopend op Karl Popper noemde hij het in een beroemd geworden rede ("Wissenschaft als Beruf") een wetenschappelijke plicht om onaangename zaken ("unbequeme Tatsachen") onder ogen te leren zien, ook als die schadelijk zijn voor het eigen standpunt. Ook verzette hij zich (ook al met de latere Popper) tegen de pretentie dat het mogelijk zou zijn om historische waardeoordelen af te leiden uit de feitelijkheid. Later nam Ernst Bloch een soortgelijke positie in ("Das, was ist, kann nicht wahr sein"). Webers belangrijkste wetenschappelijke en ideologische tegenstander in die tijd was de historicus Heinrich von Treitschke.

## Huidige visie
Tegenwoordig zijn er nog maar weinig wetenschappers die Webers visie delen. De algemene opstelling is dat het onmogelijk is de feiten los te zien van de eigen (empirische) waarneming. Dit standpunt is 250 jaar geleden al opgesteld door Immanuel Kant, die in zijn eerste Kritik en in zijn Prolegomena David Hume's scepticisme verklaart uit zijn te absolute empirisme. Ook Weber zelf zag in dat er bezwaren in te brengen waren tegen zijn theorie. Zijn oproep op zoek te gaan naar "unbequeme Tatsachen" was dan ook deels met het doel om er de idee van de waardevrije wetenschap mee te confronteren.